# Lygropia arenacea
Lygropia arenacea là một loài bướm đêm trong họ Crambidae.